# Cantón de Dainville
El cantón de Dainville era una división administrativa francesa, que estaba situada en el departamento de Paso de Calais y la región de Norte-Paso de Calais.

## Composición
El cantón estaba formado por diez comunas:
- Acq
- Anzin-Saint-Aubin
- Dainville
- Duisans
- Écurie
- Étrun
- Marœuil
- Mont-Saint-Éloi
- Roclincourt
- Sainte-Catherine

## Supresión del cantón de Dainville
En aplicación del Decreto nº 2014-233 de 24 de febrero de 2014, el cantón de Dainville fue suprimido el 22 de marzo de 2015 y sus 10 comunas pasaron a formar parte; nueve del nuevo cantón de Arras-1 y una del nuevo cantón de Avesnes-le-Comte.